# Young Volcanoes
«Young Volcanoes» es una canción de la banda estadounidense de rock Fall Out Boy, lanzado como el cuarto sencillo de su quinto álbum de estudio Save Rock and Roll. La canción fue estrenada por YouTube para transmitirlo antes del lanzamiento del álbum, uniéndose a «My Songs Know What You Did In The Dark (Light Em Up)» y «The Phoenix», le precede, aunque sería meses antes de su lanzamiento como sencillo. El video musical de la canción fue hecha como la tercera parte de Young Blood Cronicles. En marzo de 2014, el músico  Max Schneider realizó una versión de la canción acompañado de Pete Wentz de Fall Out Boy.

## Posicionamiento en listas
| País           | Lista (2013)            | Mejor posición |
| -------------- | ----------------------- | -------------- |
| Estados Unidos | Billboard Rock Songs    | 38             |
| Reino Unido    | Official Charts Company | 64             |

## Historia de lanzamiento
| Región         | Fecha                  | Formato                | Discográfica  |
| -------------- | ---------------------- | ---------------------- | ------------- |
| Reino Unido    | 4 de noviembre de 2013 | Contemporary hit radio | Island, IDJMG |
| Estados Unidos | 25 de febrero de 2014  | Modern rock radio      | Island, IDJMG |